# Constel·lació de la Llebre
La Llebre (Lepus) és una constel·lació, situada al sud d'Orió, i possiblement representant una llebre caçada per ell. Lepus era una de les 48 constel·lacions de Claudi Ptolemeu, i una de les 88 constel·lacions modernes.
Aquesta constel·lació no ha de ser confosa amb Lupus, el llop.
No s'ha de confondre aquesta constel·lació amb Lupus, ja que els seus noms en llatí només es diferencien en una lletra.

## Característiques destacables

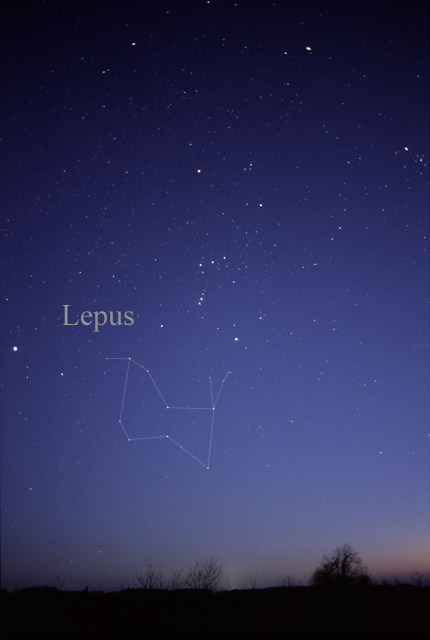
Constel·lació de Lepus

L'estrella més brillant de la constel·lació és α Leporis, anomenada Arneb, una supergegant blanc-groga de tipus espectral F0Ib no gaire diferent de Canopo (α Carinae), encara que molt més allunyada que aquesta, ja que es troba a 2.220 anys llum de la Terra. La seva lluminositat és 12.000 vegades més gran que la lluminositat solar i té només una edat de 13 milions d'anys.
El segueix en brillant Nihal (β Leporis), gegant lluminosa groga de tipus G5II-IIIa: amb una temperatura efectiva de 5.350 K i una massa 3,5 vegades més gran que la del Sol.
ε Leporis, tercera estrella més brillant en la constel·lació, és una gegant taronja de tipus K4III 40 vegades més gran que el Sol.
Pel contrari, μ Leporis és una estrella blanc-blava de mercuri-manganès de tipus B8: la seva relació manganès/hidrogen és 110 vegades més alta que en el Sol, mentre que la de mercuri/hidrogen és fins a 87.000 vegades major.
ζ Leporis —cinquena estrella més brillant de Lepus— és una estrella blanca de la seqüència principal envoltada per un núvol de pols, la quantitat i temperatura del qual indiquen que estan col·lisionant roques sòlides generant pols en un cinturó d'asteroides similar a l'existent al sistema solar. Poden ser restes de la formació planetària o, per contra, material que donarà lloc a planetes.
Entre les estrelles de Lepus properes al sistema solar, es troba γ Leporis, sistema binari a 29 anys llum de distància. La component principal és una nana groga de tipus F6V més lluminosa i calenta que el nostre Sol, mentre que la component secundària rep el nom d'AK Leporis, ja que és una nana taronja i una variable BY Draconis.
Un altre sistema proper, a 18,8 anys llum, és Gliese 229, un sistema binari constituït per una nana vermella i una nana marró; d'aquest darrer objecte se n'ha pogut obtenir una imatge directa. A més, al voltant de la nana vermella orbiten dos planetes extrasolars les masses mínimes de les quals són 7,3 i 8,5 vegades més grans que la massa terrestre.

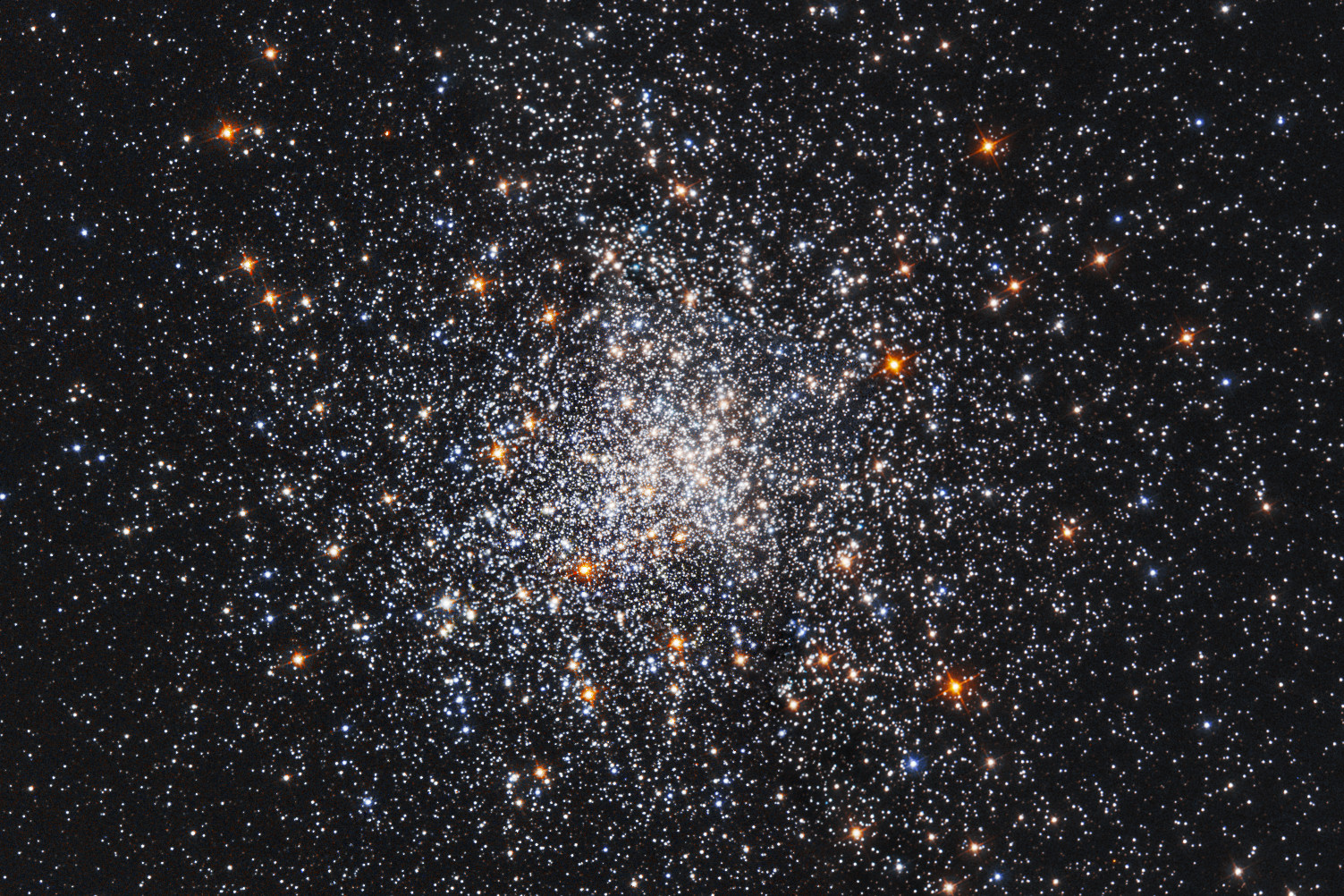
Imatge de M79 obtinguda amb el [[telescopi] espacial Hubble]]

En aquesta constel·lació es troba la variable Mira R Leporis, coneguda com la «Estrella carmesí de Hind» a causa del seu intens color robí. És una estrella de carboni la relació del qual carboni/oxigen estimada és 1,2, més del doble que l'existent en el Sol, i el radi de la qual és unes 400 vegades més gran que el radi solar.
D'altra banda, imatges de la també variable Mira T Leporis, obtingudes amb l'interferòmetre del VLT (ESO), han desvetllat la existència d'una capa de gas i pols que envolta aquesta estrella, el diàmetre de la qual és unes 100 vegades més gran que el del Sol.
RX Leporis és una gegant vermella de la branca asimptòtica gegant i variable semiregular envoltada també per un embolcall, semblant al de Y Canum Venaticorum.
Una altra variable interessant és SS Leporis, una binària propera formada per una estrella blanca de tipus A1 i una geganta vermella. Constitueix una «binària semidespresa» on es produeix transferència de massa estel·lar des de la geganta vermella cap a la seva companya.
Entre els objectes de cel profund es pot observar el cúmul globular M79, distant a 42.000 anys llum. Es pensa que aquest cúmul pot no haver-se format a la Via Làctia sinó a la galàxia Nana del Ca Major.
IC 418 —anomenada també nebulosa de l'Espirògraf— és una nebulosa planetària a 4.000 anys llum l'estrella central de la qual té una temperatura de 36.000 K.
A Lepus també es localitza la galàxia espiral NGC 1964, el centre del qual alberga un forat negre supermassiu amb una massa estimada de 2,5 × 107 masses solars.

## Estrelles principals

### Arneb (α Leporis)
Arneb (α Leporis) és una supergegant vermella de magnitud aparent 2,58. Distant al voltant de 1.300 anys llum (encara que a aquesta la mesura és molt imprecisa, l'estrella podria ser 300 anys llum més a prop o més enfora), és per tant molt brillant (magnitud absoluta − 5,40). 60 vegades més gran que el Sol, 10.000 vegades més lluminosa, 15 vegades més massiva, el seu diàmetre és de 0,5 ua.

### Nihal (β Leporis)
Nihal (β Leporis), la segona estrella de la constel·lació, és una gegant groga de magnitud 2,81. És una estrella doble, el seu company és per ella mateixa una estrella doble eclipsant.

### Altres estels
Encara hi ha dos altres estels que són prou brillants que es poden veure fàcilment a l'ull nu: ε Lep (magnitud 3,19) i μ Lep (magnitud 3,29). γ leporis és un una estrella triple molt pròxima al nostre sistema solar (29 anys llum), del que la primera component és de magnitud 3,59, i la segona de magnitud 6,40. La tercera és de l'11a magnitud.
17 Leporis és una estrella doble. Un dels seus components és una gegant blava, mentre l'altre és una supergegant vermella 75 vegades més gran que el Sol. Com que el conjunt té un període de revolució de 226 dies, són prou a prop l'una de l'altra per intercanviar matèria.
R Leporis és una estrella variable del tipus Mira (o Ceti. La seva magnitud evoluciona de 5,50 a 11,70 amb un període de 427,07 dies. D'un vermell profund, és un dels astres més rogencs del cel, i ha estat anomenat l'estrella carmesí (The Crimson Star) per l'astrònom anglès John Russell Hind en el 1845.
Lepus conté també Gliesse 229B la primera nana bruna que fou detectada amb certesa. És d'una magnitud aparent de 8,15, i dista 19 anys llum.

## Objectes celestes
Aquesta constel·lació conté també M79, un cúmul globular distant 70.000 anys llum, la nebulosa planetària IC 418, el cúmul obert NGC 2017 (un sistema estel·lar múltiple), la radiogalàxia NGC 1710, i NGC 1784 i NGC 1964, dues galàxies espirals.

## Història
Lepus és una constel·lació antiga. Els astrònoms egipcis la consideraven la Barca d'Osiris (la proximitat amb l'Eridà, que representava el Nil, ajudava). Esmentat per primera vegada com a «Llebre» per Èudox de Cnidos al segle iv aC fou una de les constel·lacions citades a l'Almagest de Claudi Ptolemeu. És possible que representés una llebre caçada per Orió.

## Mitologia
En la mitologia grega el catasterisme de la Llebre té fins a tres variants. Aquesta constel·lació va ser ideada per proporcionar a Orió alguna presa, ja que es pot veure al gran caçador perseguint-la pel cel amb el seu gos (Canis Maior o Canis Minor). Alguns van qüestionar, però, si una llebre era la presa apropiada per a tan poderós caçador. La segona versió ens diu que Hermes va col·locar la Llebre al cel perquè admirava molt la rapidesa i l'extraordinària fertilitat de les llebres, que, insòlitament, conceben noves cries abans d'haver donat a llum la seva ventrada anterior. La tercera i última versió explica que quan les llebres van ser introduïdes per primera vegada a Leros, van despertar tal admiració que tothom va començar a criar-les, però es van multiplicar tan ràpidament que es van menjar tota la vegetació, i els lleians van haver d'unir-se per eliminar-les de la seva illa. Després, van idear aquesta constel·lació per recordar a la gent que res no és tan desitjable a la vida que no pugui portar més penes que plaers.

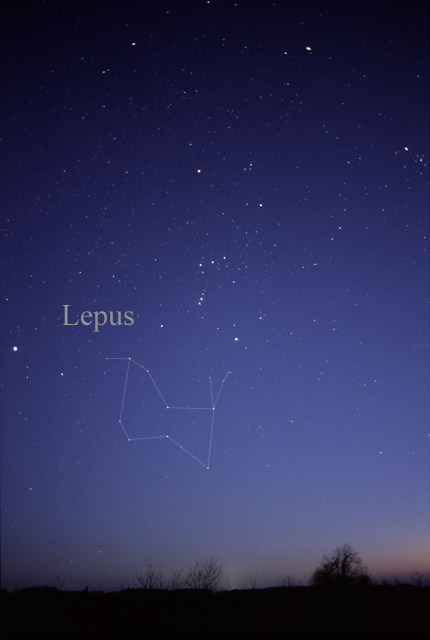
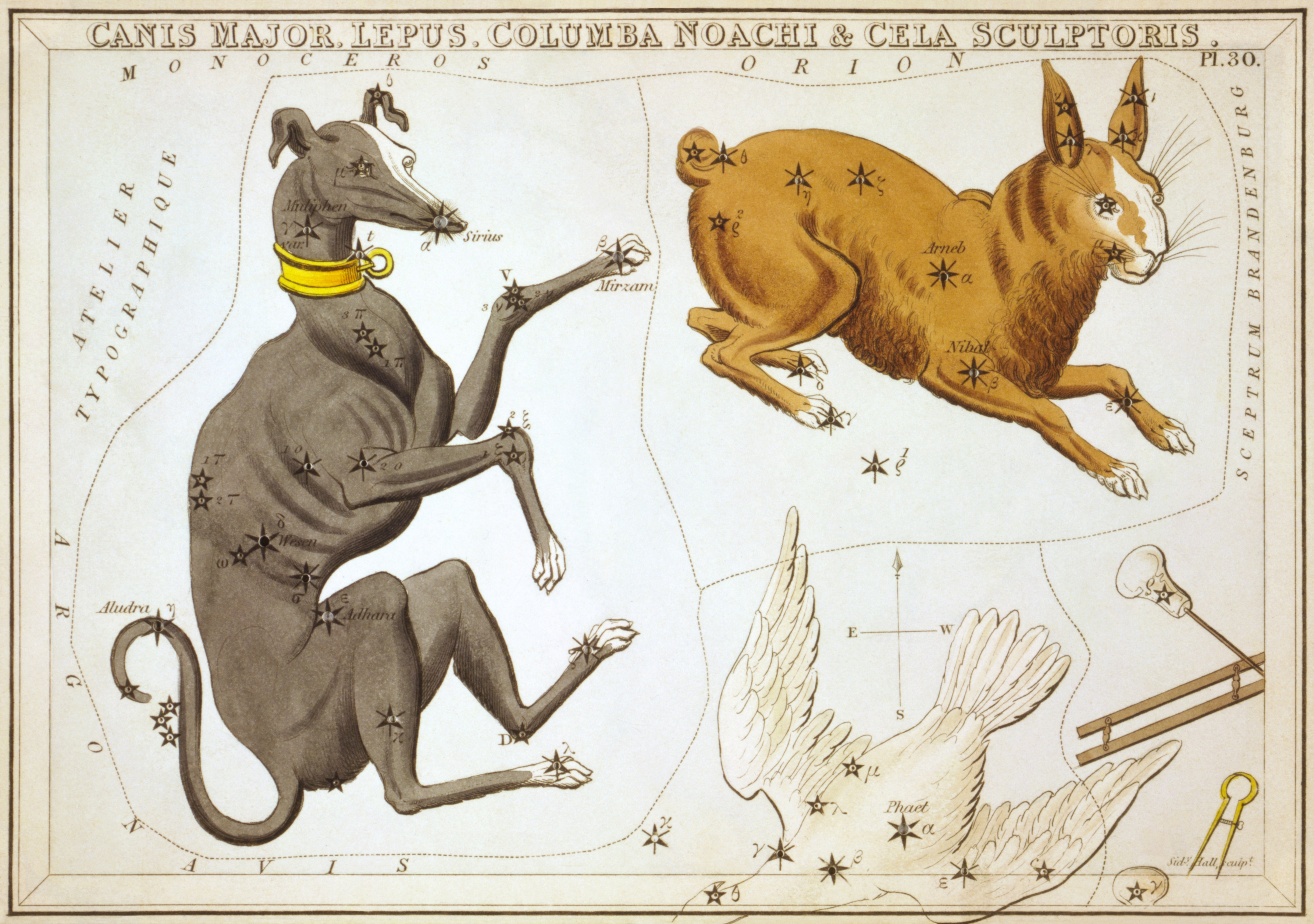